# واتشو
واتشو (بالصينية: 梧州市) هي مدينة من مدن الصين. يبلغ عدد سكانها 3273300 نسمة حسب إحصائيات سنة 2010. تبلغ مساحتها 12588 كم².

## المناخ
يظهر الجدول التالي التغييرات المناخية على مدار السنة لواتشو:
| البيانات المناخية لـواتشو                                                                    | البيانات المناخية لـواتشو | البيانات المناخية لـواتشو | البيانات المناخية لـواتشو | البيانات المناخية لـواتشو | البيانات المناخية لـواتشو | البيانات المناخية لـواتشو | البيانات المناخية لـواتشو | البيانات المناخية لـواتشو | البيانات المناخية لـواتشو | البيانات المناخية لـواتشو | البيانات المناخية لـواتشو | البيانات المناخية لـواتشو | البيانات المناخية لـواتشو |
| الشهر                                                                                        | يناير                     | فبراير                    | مارس                      | أبريل                     | مايو                      | يونيو                     | يوليو                     | أغسطس                     | سبتمبر                    | أكتوبر                    | نوفمبر                    | ديسمبر                    | المعدل السنوي             |
| -------------------------------------------------------------------------------------------- | ------------------------- | ------------------------- | ------------------------- | ------------------------- | ------------------------- | ------------------------- | ------------------------- | ------------------------- | ------------------------- | ------------------------- | ------------------------- | ------------------------- | ------------------------- |
| الدرجة القصوى °م (°ف)                                                                        | 29.4 (84.9)               | 32.8 (91.0)               | 34.3 (93.7)               | 35.8 (96.4)               | 36.8 (98.2)               | 37.7 (99.9)               | 39.7 (103.5)              | 39.1 (102.4)              | 38.6 (101.5)              | 36.4 (97.5)               | 33.4 (92.1)               | 29.5 (85.1)               | 39.7 (103.5)              |
| متوسط درجة الحرارة الكبرى °م (°ف)                                                            | 17.2 (63.0)               | 18.0 (64.4)               | 21.1 (70.0)               | 26.0 (78.8)               | 30.1 (86.2)               | 32.2 (90.0)               | 33.6 (92.5)               | 33.7 (92.7)               | 32.0 (89.6)               | 29.0 (84.2)               | 24.3 (75.7)               | 19.7 (67.5)               | 26.4 (79.6)               |
| المتوسط اليومي °م (°ف)                                                                       | 12.2 (54.0)               | 13.7 (56.7)               | 16.7 (62.1)               | 21.5 (70.7)               | 25.0 (77.0)               | 27.2 (81.0)               | 28.2 (82.8)               | 28.1 (82.6)               | 26.6 (79.9)               | 23.4 (74.1)               | 18.4 (65.1)               | 13.9 (57.0)               | 21.2 (70.3)               |
| متوسط درجة الحرارة الصغرى °م (°ف)                                                            | 8.7 (47.7)                | 10.6 (51.1)               | 13.6 (56.5)               | 18.4 (65.1)               | 21.6 (70.9)               | 23.9 (75.0)               | 24.7 (76.5)               | 24.5 (76.1)               | 22.9 (73.2)               | 19.3 (66.7)               | 14.2 (57.6)               | 9.7 (49.5)                | 17.7 (63.8)               |
| أدنى درجة حرارة °م (°ف)                                                                      | −0.2 (31.6)               | 0.5 (32.9)                | 1.7 (35.1)                | 7.1 (44.8)                | 13.0 (55.4)               | 17.1 (62.8)               | 20.3 (68.5)               | 20.7 (69.3)               | 14.8 (58.6)               | 8.9 (48.0)                | 2.8 (37.0)                | −1.5 (29.3)               | −1.5 (29.3)               |
| الهطول مم (إنش)                                                                              | 56.5 (2.22)               | 75.3 (2.96)               | 90.2 (3.55)               | 173.5 (6.83)              | 249.8 (9.83)              | 243.7 (9.59)              | 186.8 (7.35)              | 156.1 (6.15)              | 101.9 (4.01)              | 47.3 (1.86)               | 41.6 (1.64)               | 30.2 (1.19)               | 1٬452٫9 (57.18)           |
| متوسط الأيام الممطرة (≥ 0.1 mm)                                                              | 10.3                      | 13.1                      | 15.0                      | 17.7                      | 19.7                      | 18.2                      | 15.7                      | 16.9                      | 10.8                      | 7.2                       | 6.1                       | 6.1                       | 156.8                     |
| متوسط الرطوبة النسبية (%)                                                                    | 75                        | 80                        | 82                        | 84                        | 83                        | 84                        | 81                        | 81                        | 78                        | 73                        | 72                        | 70                        | 79                        |
| ساعات سطوع الشمس الشهرية                                                                     | 95.0                      | 62.2                      | 62.2                      | 79.5                      | 134.9                     | 167.4                     | 226.9                     | 209.2                     | 192.9                     | 187.9                     | 169.3                     | 150.8                     | 1٬738٫2                   |
| نسبة وصول أشعة الشمس                                                                         | 28                        | 20                        | 17                        | 21                        | 33                        | 41                        | 55                        | 52                        | 53                        | 52                        | 51                        | 46                        | 39                        |
| المصدر #1: China Meteorological Data Service Center                                          |                           |                           |                           |                           |                           |                           |                           |                           |                           |                           |                           |                           |                           |
| المصدر #2: China Meteorological Administration(precipitation days, sunshine hours 1971-2000) |                           |                           |                           |                           |                           |                           |                           |                           |                           |                           |                           |                           |                           |

## أعلام
- باري وونغ
- مورغان هيرد